# Het oog van Odin
Het oog van Odin is het tweede stripalbum uit de Thorgal-parallelreeks De werelden van Thorgal: De jonge jaren van Thorgal. De strip werd voor het eerst uitgegeven bij Le Lombard in 2014. Het album is getekend door Roman Surzhenko met scenario van Yann.

## Het verhaal
De jonge Thorgal is nog steeds op zoek naar het oog van Odin. Hij is vastbesloten om de drie gestrande walvissen, die de drie zussen Minkelsönn zijn, van een gewisse dood te redden. Daarvoor moet hij de godin Frigg mild stemmen en dat kan alleen door haar het oog van Odin te bezorgen. Zijn zoektocht wordt bemoeilijkt omdat hij de drie Nornen dient te betoveren. Dit zou kunnen door zijn hemels gezang, maar dat is dan weer buiten de gezante van Frigg gerekend. In de vorm van een zwaan die zich omtovert tot een knappe jonge vrouw, Gunn, zal zij Thorgals stem veranderen naar die van een adolescent, grauw en ruw.